# 安邦雀鲷
安邦雀鲷（学名：Pomacentrus amboinensis）为輻鰭魚綱鱸形目雀鲷科雀鲷属的鱼类。分布西太平洋區，從印尼至萬那杜，北至琉球群島，南至新喀里多尼亞海域，深度2至40公尺，本魚體呈橢圓形且測扁，吻部短鈍，體被櫛鱗，體色多變化，從黃褐色或淡紫色-黃色到深褐色，胸鰭基部有一黑斑，背鰭硬棘13枚、背鰭軟條14-16枚、臀鰭硬棘2枚、臀鰭軟條14-16枚，體長可達9公分，一般栖息于珊瑚礁中或沙区珊瑚顶上，成小群活動，屬雜食性，以藻類、浮游生物為食，可做為觀賞魚。该物种的模式产地在安汶岛。